# 连宾
连宾（1964年1月—），安徽凤阳人，国务院特殊津贴专家，南京师范大学教授。

## 生平
1985年本科毕业于安徽师范大学生物系，1988年于浙江农业大学（现浙江大学）获硕士学位，2000年于中国科学院地球化学研究所获博士学位。先后在加拿大麦吉尔大学、美国乔治华盛顿大学和瑞典农业科学大学访问研究。2002年至2006年，先后在南京师范大学、南京大学做博士后研究。现任南京师范大学海洋科学与工程学院教授、博士生导师。

## 学术贡献
主要从事地质微生物、环境生物地球化学以及资源与环境微生物研究。主持国家高技术研究发展项目863课题、国家自然科学基金面上项目、中国科学院百人计划等项目，发表论文200余篇，获授权发明专利9项。研究成果获教育部-高等学校科学研究优秀成果奖（自然科学）二等奖等奖励。2023年以连宾教授命名的有机矿物Lianbinite （中文名：连宾碳铵石，IMA编号为IMA-2023-016）由国际矿物学协会批准公布。

## 社会兼职
中国矿物岩石地球化学学会理事，地表与生物地球化学专业委员会副主任委员，成因矿物学找矿矿物学专业委员会委员；中国微生物学会地质微生物学专业委员会委员。